# Anders Gerdmar
Anders Erik Ingvar Gerdmar, född 26 april 1954 i Vetlanda, död 28 juli 2023, var en svensk teolog. Han var bror till Lars Gerdmar.
Anders Gerdmar studerade teologi vid Lunds universitet där han avlade examen 1980 och prästvigdes därefter för Växjö stift och verkade som präst fram till 1986. Som präst kom han i kontakt med den karismatiska rörelsen, och under en vistelse i England var han med i en karismatisk gemenskap och blev bekant med förkunnaren Colin Urquhart. Denna tid blev avgörande för honom och han lämnade prästämbetet och sökte sig till Livets Ord.
Ulf Ekman fick honom att återgå till universitetsvärlden. Gerdmar antogs som doktorand vid Uppsala universitet 1995 och disputerade 2001 på avhandlingen Rethinking the Judaism-Hellenism Dichotomy: A Historiographical Case Study of Second Peter and Jude. Gerdmar blev docent vid Uppsala universitet 2009. Tillsammans med Kari Syreeni har han skrivit en metodbok i Nya Testamentets exegetik som används vid flera teologiska utbildningar. Han har även skrivit boken Roots of Theological Antisemitism 2009. Hösten 2016 utkom han med boken Guds Ord räcker: evangelisk tro kontra romersk-katolsk.
Från 1994 till 2014 var Gerdmar verksam vid Livets Ord University (senare Livets Ord Theological Seminary) och sedan 2014 rektor för Skandinavisk teologisk högskola som han även grundat. Gerdmar lämnade Livets Ord i november 2016. I februari 2020 utnämndes han till professor vid Southeastern University i Lakeland i Florida.
Gerdmar skrev i ungdomen också en hel del musik, bland annat bibelvisan Jag är livets bröd som finns både i Svenska Kyrkans och katolska kyrkans psalmbok. Musikalen Den glade fadern, som bygger på liknelsen om den förlorade sonen är ett annat verk av hans hand. Redan på gymnasiet tonsatte han texter av Lars Forssell med flera. Gitarren var hans huvudinstrument förutom rösten.